# Grols Jazz Vesteval
Het Grols Jazz Vesteval is een jaarlijks muziekfestival in de stad Groenlo waar voornamelijk jazz-, blues- en bigbandmuziek te beluisteren valt. Het festival wordt sinds 1987 georganiseerd en vindt plaats zowel buiten in de open lucht als in een tiental horecagelegenheden. De naam 'Vesteval' is een referentie aan de oude vestingstad Groenlo, vroeger Grol geheten, waar het festival in de binnenstad gehouden wordt. Het festival wordt georganiseerd door de Stichting Groenlose Jazzsociëteit, en gefinancierd door sponsors en donateurs.
Hoewel het de naam jazzfestival draagt, is er meestal een scala aan muziekbands die naast jazz ook blues, bigband, soul, zydeco of rock-'n-roll spelen. Met één passepartout kunnen alle gelegenheden bezocht worden. Enkele artiesten die ooit op het vesteval speelden zijn Piet Noordijk, Greetje Kauffeld, Rita Reys, Rosa King, het Rosenberg Trio, Benjamin Herman en de uit Groenlo afkomstige jazzpianist Peter Beets. Het festival wordt altijd gehouden op de eerste vrijdag in september. 